# Vera Grabe
Vera Grabe Leovenherz (Bogotá, 3 de diciembre de 1951) es una antropóloga, exguerrillera del Movimiento 19 de abril (M-19) y política colombiana. Fue designada por el gobierno de Gustavo Petro como Jefe del equipo negociador del gobierno colombiano con el Ejército de Liberación Nacional.

## Biografía
Hija de inmigrantes alemanes de la Segunda Guerra Mundial. Viajó a Hamburgo por iniciativa de sus padres, pero volvió a estudiar a Colombia. Estudió en el Colegio Andino y en la Universidad de los Andes.
Realizó su tesis de antropología: Cada hijo trae su pan debajo del brazo: estudio sobre fuerza de trabajo infantil en la ciudad de Bogotá (1978), donde analiza las contradicciones sociales y económicas del país que generan el trabajo infantil.
Tiene maestría en Historia de la Universidad de los Andes de Colombia y es Doctora en Paz, Democracia y Conflicto de la Universidad de Granada, España.

### Militancia en el M-19
A los 21 años, junto con Jaime Bateman Cayón, Luis Otero Cifuentes, Afranio Parra Guzmán, Germán Rojas Niño, Iván Marino Ospina, Arjaid Artunduaga, Álvaro Fayad, Eddy Armando, Yamel Riaño y María Eugenia Vásquez hacía parte del grupo Comuneros, núcleo fundador del Movimiento 19 de abril en el que militó durante 16 años hasta el proceso de paz de este movimiento en 1990. Fue víctima de violencia sexual durante su detención en un depósito del Ejército Nacional y trasladada en 1979 en la Cárcel El Buen Pastor de Bogotá, bajo el Estatuto de Seguridad. Después fue nombrada secretaria de relaciones internacionales del M-19.

#### Comando de Diálogo Nacional
Vera Grabe junto con Antonio Navarro Wolff, Yamel Riaño, Israel Santamaría y Andrés Almarales creó el Comando de Diálogo Nacional cuya sede política fue instalada en el Hotel Tequendama. El objeto del Comando fue llevar a diferentes escenarios las propuestas de diálogo planteadas por el Movimiento 19 de abril: 1. Cabildo abierto e identificación de las principales problemáticas de las comunidades. 2. Elaboración de proyectos y reformas. 3. Aprobación y entrada en vigencia de las leyes y decretos aprobados por el legislativo.

### Congresista
En 1991 fue la primera parlamentaria en la Cámara de Representantes después de la firma del acuerdo de paz entre el gobierno y el M-19 el 9 de marzo de 1990, y posterior a la promulgación de la Constitución de 1991, una de los 22 congresistas que resultaron elegidos por el movimiento político Alianza Democrática M-19. Grabe fue senadora y líder de la bancada que resultó ser el 10% de los congresistas frente a los políticos tradicionales.

### Cargos públicos
Tras terminar su periodo en el Congreso, fue nombrada agregada para los derechos humanos en la embajada de Colombia en España, cargo que ocupó entre 1994-1997.
En 2002 fue candidata a la vicepresidencia como fórmula de Luis Eduardo Garzón en las elecciones de 2002.
Desde el año 2000 trabaja en el Observatorio para la Paz de Colombia, en la construcción e implementación de programas, conceptos y herramientas que hacen de la paz fundamento de transformación cultural para fortalecer capacidades y prácticas de paz y desarticular violencias culturales en la vida cotidiana: familia, escuela, trabajo, organización. Es editora de textos pedagógicos producto de esta experiencia. Ha sido docente y especialista en temas de paz y mujer, y sobre el conflicto armado interno en Colombia en diversas universidades colombianas.

## Obras
- Razones de vida. El silencio de mi cello (2000). Editorial Planeta. ISBN 9586149153
- La paz como revolución. M-19 (2017). ISBN 9789585615748
- Los procesos de paz 1990-1994. REVISTA CONTROVERSIA, 40-47
- Con Mauricio García Durán, Otty Patiño Hormaza M-19's Journey from Armed Struggle to Democratic Politics: Striving to Keep the Revolution Connected to the People (2008). ISBN 9783927783874
- Con Ana Jiménez Dato, Víctor de Currea-Lugo Educación en emergencias(2008) ISBN 9788498880502